# Alec Reeves
Alec Harley Reeves (* 10. März 1902  in Redhill, England; † 13. Oktober 1971) war ein britischer Ingenieurwissenschaftler. Er erdachte und formulierte 1937 die Prinzipien der Puls-Code-Modulation (PCM) und meldete über 80 weitere Patente an.
Reeves studierte Ingenieurwissenschaften am Imperial College London. Seine erste Anstellung fand er 1923 bei der Western Electric, einem der führenden Hersteller der Kommunikationselektronik. Nach der Übernahme seines Arbeitgebers durch die International Telephone and Telegraph Corporation (ITT) wechselte Reeves 1925 in deren Labor nach Paris, dem LMT, wo er mit bekannten Ingenieuren wie Maurice Deloraine und Henri Busignies zusammenarbeitete.
Während des Zweiten Weltkrieges arbeitete er am Telecommunications Research Establishment (TRE) in Malvern unter Robert Watson-Watt an der Weiterentwicklung des Radars. Hier war er maßgeblich an der Entwicklung des Oboe genannten Funknavigationssystems der britischen Bomber beteiligt.
Weiterhin widmete er sich der Verbesserung von Kommunikationssystemen. Sein produktiver Arbeitsstil führte unter anderem zu folgenden Erfindungen:
- Nutzung der Einseitenbandübertragung im Kurzwellenbereich
- Multiplex-Telefonie mit Hilfe von Pulseamplitudenmodulation
- Superhet-Empfänger für Mikrowellen
- Ein Mehrkanal-Trägersystem für UHF-Funktelefon-Verbindungen.

Reeves war ein außergewöhnlicher und sehr vielseitig interessierter Mann. Aufgrund seiner Faszination für die Arbeitsweise und die Fähigkeiten des menschlichen Gehirns befasste er sich unter anderem auch intensiv mit Psychokinese und Telepathie.